# Brodtkorbite
La brodtkorbite è un minerale.

## Etimologia
Il nome è in onore di Milka Kronegold de Brodtkorb (1932- ), docente dell'Università di Buenos Aires, per i suoi decisivi contributi alla geologia economica ed alla mineralogia dell'Argentina.